# 翻訳唱歌
翻訳唱歌（ほんやくしょうか）とは、日本の明治期に西洋式の唱歌が学校教育に導入された時期に、日本人が作った文部省唱歌に対して、外国語の歌が日本語に翻訳されて日本人に親しまれたものを指す。また、広義には、その後作られた外国の曲に付けた歌曲を指す。

## 概要
明治期には、西洋式の唱歌が導入されて、一般に文部省唱歌と呼ばれる日本人が作った唱歌が初等教育に導入されて、日本人により広く歌われるようになった。これ以外に外国の歌が日本語に翻訳されるか、曲を借りて日本語歌詞は創作するかして、広く歌われてきた。こうした外国の歌は狭義で「翻訳唱歌」と呼ばれて、原曲は伝統的な民謡、当時新作の歌、賛美歌など多様であった。
明治期以外にも沢山の翻訳唱歌が作られて、第二次世界大戦中に外国からの歌を歌うのがはばかられる時期を経て、戦後はどっと外国の歌が翻訳されて入ってきたが、これらも広義での翻訳唱歌である。

## 翻訳唱歌を言語別に

### 英語から
- 埴生の宿 (Home! Sweet Home!)
- 故郷の空 (Comin' Thro' the Rye)

### 朝鮮語から
- アリラン
- トラジ (民謡)

### 中国語から
- 草原情歌 (在那遥远的地方)
- 茉莉花 (茉莉花)

### ドイツ語から
- 菩提樹 (Am Brunnen vor dem Tore)
- 夜汽車 (Wenn ich ein Vöglein wär)

### フランス語から
- アヴィニョンの橋の上で (Sur le pont d'Avignon)
- 愛の喜びは (Plaisir d'amour)

### ロシア語から
- さすらい人 (Бродяга)
- ヴォルガの船引き歌 (Эй, ухнем)

## 参照項目
- 文部省唱歌
- 小学唱歌集
- 五線譜